# Kirgistan na zimowych igrzyskach olimpijskich
Kirgistan wystartował we wszystkich zimowych IO od zimowych igrzysk w Lillehammer w 1994 roku. Reprezentowany był przez 6 sportowców (4 mężczyzn i 2 kobiety). Kirgistan jeszcze nigdy nie zdobył medalu zimowych igrzysk olimpijskich..

## Klasyfikacja medalowa
| Igrzyska             | Złoto | Srebro | Brąz | Razem |
| -------------------- | ----- | ------ | ---- | ----- |
| 1994, Lillehammer    | 0     | 0      | 0    | 0     |
| 1998, Nagano         | 0     | 0      | 0    | 0     |
| 2002, Salt Lake City | 0     | 0      | 0    | 0     |
| 2006, Turyn          | 0     | 0      | 0    | 0     |
| 2010, Vancouver      | 0     | 0      | 0    | 0     |
| Razem                | 0     | 0      | 0    | 0     |